# Żeglarstwo na Letnich Igrzyskach Olimpijskich 1920 – klasa 6 metrów
Zawody w żeglarskiej klasie 6 metrów podczas VII Letnich Igrzysk Olimpijskich odbyły się w dniach 7–9 lipca 1920 roku na wodach Ostendy.

## Informacje ogólne
Zawody składały się z trzech wyścigów. Punkty były przyznawane za miejsca zajęte na mecie – liczba punktów równa była zajętej lokacie. Na wynik końcowy składała się suma wszystkich punktów, przy czym wyższą lokatę zajmował jacht o mniejszej liczbie punktów. Przy równej punktacji załóg przeprowadzana była między nimi dogrywka.
Do zawodów zgłosiło się sześć jachtów z dwóch reprezentacji, rywalizowały one w dwóch kategoriach International Rule: 1907 i 1919.

## Formuła 1907
| Pozycja | Załoga                                                  | Jacht    | Wyścig I | Wyścig I | Wyścig II | Wyścig II | Wyścig III | Wyścig III | Ogółem | Dogrywka |
| Pozycja | Załoga                                                  | Jacht    | Pozycja  | Punkty   | Pozycja   | Punkty    | Pozycja    | Punkty     | Punkty | Pozycja  |
| ------- | ------------------------------------------------------- | -------- | -------- | -------- | --------- | --------- | ---------- | ---------- | ------ | -------- |
| złoto   | Émile Cornellie Frédéric Bruynseels Florimond Cornellie | Edelweiß | 2        | 2        | 1         | 1         | 2          | 2          | 5      |          |
| srebro  | Einar Torgersen Leif Erichsen Andreas Knudsen           | Marmi    | 1        | 1        | 2         | 2         | 4          | 4          | 7      |          |
| brąz    | Henrik Agersborg Einar Berntsen Trygve Pedersen         | Stella   | 4        | 4        | 4         | 4         | 1          | 1          | 9      | 1        |
| 4       | Louis Depière Raymond Bauwens Willy Valcke              | Suzy     | 3        | 3        | 3         | 3         | 3          | 3          | 9      | 2        |

## Formuła 1919
| Pozycja | Załoga                                             | Jacht      | Wyścig I | Wyścig I | Wyścig II | Wyścig II | Wyścig III | Wyścig III | Ogółem |
| Pozycja | Załoga                                             | Jacht      | Pozycja  | Punkty   | Pozycja   | Punkty    | Pozycja    | Punkty     | Punkty |
| ------- | -------------------------------------------------- | ---------- | -------- | -------- | --------- | --------- | ---------- | ---------- | ------ |
| złoto   | Andreas Brecke Paal Kaasen Ingolf Rød              | Jo         | DNS      | 2        | 1         | 1         | 1          | 1          | 4      |
| srebro  | Léon Huybrechts Charles Van Den Bussche John Klotz | Tan-Fe-Pah | 1        | 1        | 2         | 2         | 2          | 2          | 5      |